# Tinto de verano

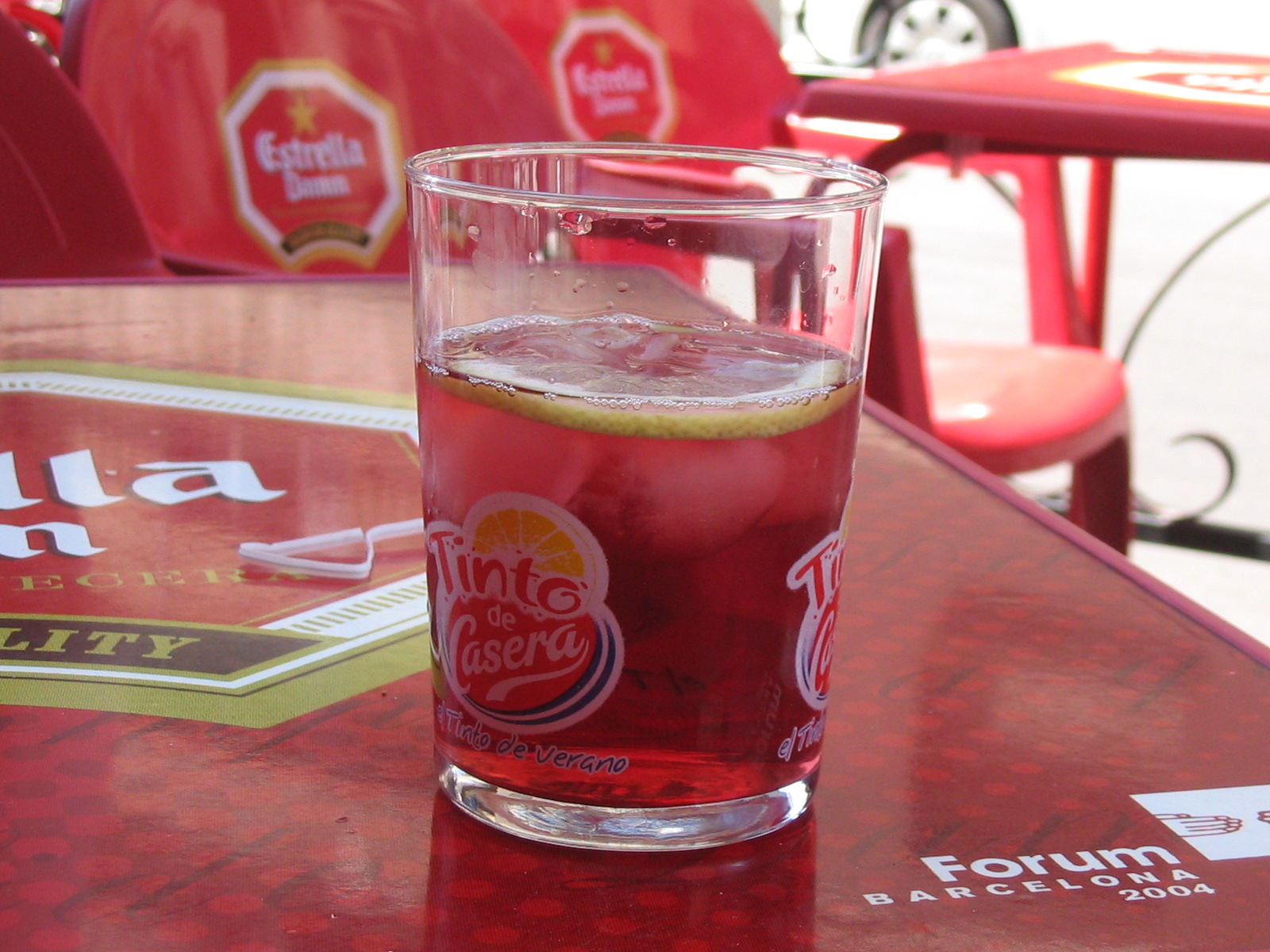

Le tinto de verano (littéralement vin rouge d'été) est une boisson fraîche alcoolisée d'origine espagnole particulièrement appréciée en Andalousie.

## Description
Le vin utilisé est de préférence doux et fruité. 
La boisson est composée, à part égale, de vin rouge et de gaseosa (limonade espagnole, plus douce que la limonade habituelle).
Elle est servie avec des glaçons et décorée avec une rondelle de citron.